# Luang Namtha (khwaeng)
Luang Namtha (Laotiaans: ຫລວງນໍ້າທາ) is een provincie in het noorden van Laos. Van 1966 tot 1976 heette de provincie Hua Khong (hoofd van de Khong) omdat de rivier de Khong hier uitmondt in de Mekong.
Luang Namtha ligt aan de Aziatische straatweg AH3 die Ban Houayxay in de provincie Bokeo, aan de grens met Thailand, verbindt met Boten, een belangrijke grensovergang met China. Een andere hoofdweg leidt naar Muang Xay, de hoofdstad van de provincie Udomxai.